# 蒂内·鲍恩
蒂内·鲍恩（丹麥語：Tine Baun，1979年7月21日—）本姓拉斯穆森（Rasmussen），丹麦女子羽毛球运动员，最高的女單世界排名為第一位。蒂内的身材較一般女性選手高大，以力量型的攻擊打法著稱；她是一位大器晚成的选手，至28歲才首奪超級系列賽冠軍，後更三奪全英賽冠軍及兩度稱霸歐錦賽，成為丹麥近代羽球史上最偉大的女選手之一。蒂内在2013年夺得个人第3个全英赛冠军後正式退役。

## 簡歷

### 早年及出道
蒂内7歲時在家鄉一間羽毛球俱樂部開始打羽毛球，自此便愛上這項運動；至1999年，她在完成學業後正式轉為全職運動員，並於同年入選丹麥國家羽毛球隊，成為國家隊的第二单打。
2004年，蒂内獲資格代表丹麥參加雅典舉行的奧運會羽毛球比賽，但在首圈賽事就以1比2（11-8、7-11、11-13）反敗給保加利亚的佩蒂娅·内德尔奇娃出局。
國家隊名將卡米拉·马尔廷在2004年末退役後，蒂内取而代之成為丹麦女单的第一号人物；然而，她卻在2005年蘇迪曼盃期間不幸受傷，導致左腳跟腱破裂，大大影响她往後時間的成績。

### 傷癒復出
蒂内在克服傷患困擾後，成績亦漸入佳境。2006年尾，她接連打進了丹麥公開賽和香港公開賽的四強；至2007年，她更在日本羽毛球超級賽連勝徐怀雯、蔣燕皎、张宁、卢兰和谢杏芳，拿下職業生涯首個高級別國際賽的冠軍。
2008年，蒂内一口氣赢得了马来西亚、全英和新加坡三個超级系列赛冠军，又在丹麥海寧舉行的欧洲羽毛球锦标赛中夺得银牌；她的女單世界排名，亦在年內首度登上第一位。
同年夏天，蒂内第二度代表丹麥參加奧運會羽毛球比賽；她在32强成功以2比0（21-6、21-8）淘汰立陶宛的厄维尔·斯塔普赛蒂特，卻在16强比賽中以1比2（21-18、19-21、14-21）输给了最終的銅牌得主、印尼的玛丽亚·克丽斯廷·尤利安蒂，再於早段飲恨出局。

### 首奪歐洲冠軍
2010年3月，蒂内第二次贏得全英賽冠軍，使她與前輩麗娜·科彭看齊，成為全英賽成績最佳的丹麥女單選手。同年4月，蒂内以2號種子身分，出戰在英格蘭曼徹斯特舉行的歐洲羽毛球錦標賽，她一路以2比0的成績橫掃對手直闖決賽，最後以2比1（21-19、14-21、21-18）擊敗德國的朱利安·申克，首度稱霸歐錦賽。
同年8月，蒂内再戰法國巴黎舉行的世界羽毛球錦標賽，在四強以0比2（11-21、8-21）不敵最終的冠軍得主、中國的王琳出局，但已創下個人最佳的世錦賽成績。

### 三戰奧運會
世錦賽後，年逾31歲的蒂内在公開賽的成績雖然大不如前，但世界排名仍穩居頭十名內，在國內和歐洲更是難逢敵手。2012年4月，她在瑞典卡爾斯克魯納舉行的歐洲羽毛球錦標賽中，再次在決賽以2比1（21-19、16-21、21-19）擊敗德國的朱利安·申克，成功衛冕。
2012年7月，蒂内代表丹麥出戰英國倫敦舉行的奥林匹克运动会羽毛球比賽女子單打項目，第三度參加奧運會。在小組賽階段，她先後擊敗波蘭的卡米拉·奥古斯丁和俄羅斯的安娜斯塔西亚·普洛科朋科，晉級淘汰賽；並在首輪賽事因日本的佐藤冴香受傷退出，順利打進八強，創下個人最佳成績。可惜，蒂内最終在半準決賽以0比2（15-21、20-22）不敵印度的塞娜·内维尔，無緣晉級。

### 三奪全英賽冠軍
2013年1月，蒂内宣布會在全英賽後退役，此後會主修营养学课程，並在丹麥的俱乐部教球。
同年3月，蒂内克服年初的傷病後出席「谢幕战」，在未受太大的考驗下打進女單四強。在半决赛中，蒂内與韩国的成池铉苦战了76分钟，最终才以2-1（24-22、19-21、21-19）险胜對手；及至決賽，蒂内在面对18歲的泰国小將拉差诺·因达农時再度陷入苦戰，但最終亦以2-1（21-14、16-21、21-10）擊敗對手，在全场球迷欢呼下第三度奪得全英賽冠軍，也为個人职业生涯画上完美句号。
2013年4月26日，蒂内·鲍恩正式從羽毛球世界聯會註冊退役。

## 主要比賽成績
只列出曾進入準決賽的國際賽事成績：
| 年份   | 賽事                     | 公開賽級別 | 項目     | 成績   |
| ------ | ------------------------ | ---------- | -------- | ------ |
| 2002年 | 挪威羽毛球公開賽         |            | 女子單打 | 冠軍   |
| 2003年 | 挪威羽毛球公開賽         |            | 女子單打 | 冠軍   |
| 2003年 | 圖盧茲金輪羽毛球公開賽   |            | 女子單打 | 冠軍   |
| 2003年 | 愛爾蘭羽毛球公開賽       |            | 女子單打 | 冠軍   |
| 2004年 | 瑞典羽毛球公開賽         |            | 女子單打 | 冠軍   |
| 2004年 | 中國羽毛球公開賽         |            | 女子單打 | 準決賽 |
| 2005年 | 意大利羽毛球公開賽       |            | 女子單打 | 冠軍   |
| 2006年 | 瑞典羽毛球公開賽         |            | 女子單打 | 冠軍   |
| 2006年 | 香港羽毛球公開賽         |            | 女子單打 | 準決賽 |
| 2006年 | 丹麥羽毛球公開賽         |            | 女子單打 | 準決賽 |
| 2007年 | 日本羽毛球超級賽         | 超級賽     | 女子單打 | 冠軍   |
| 2008年 | 馬來西亞羽毛球超級賽     | 超級賽     | 女子單打 | 冠軍   |
| 2008年 | 全英羽毛球超級賽         | 超級賽     | 女子單打 | 冠軍   |
| 2008年 | 歐洲羽毛球錦標賽         | 其他       | 女子單打 | 亞軍   |
| 2008年 | 新加坡羽毛球超級賽       | 超級賽     | 女子單打 | 冠軍   |
| 2008年 | 日本羽毛球超級賽         | 超級賽     | 女子單打 | 準決賽 |
| 2008年 | 丹麥羽毛球超級賽         | 超級賽     | 女子單打 | 準決賽 |
| 2008年 | 法國羽毛球超級賽         | 超級賽     | 女子單打 | 準決賽 |
| 2008年 | 世界羽聯超級系列賽總決賽 | 超級賽     | 女子單打 | 準決賽 |
| 2008年 | 哥本哈根羽毛球大師賽     | 其他       | 女子單打 | 冠軍   |
| 2009年 | 馬來西亞羽毛球超級賽     | 超級賽     | 女子單打 | 冠軍   |
| 2009年 | 韓國羽毛球超級賽         | 超級賽     | 女子單打 | 冠軍   |
| 2009年 | 全英羽毛球超級賽         | 超級賽     | 女子單打 | 亞軍   |
| 2009年 | 丹麥羽毛球超級賽         | 超級賽     | 女子單打 | 冠軍   |
| 2009年 | 哥本哈根羽毛球大師賽     | 其他       | 女子單打 | 冠軍   |
| 2010年 | 全英羽毛球超級賽         | 超級賽     | 女子單打 | 冠軍   |
| 2010年 | 歐洲羽毛球錦標賽         | 其他       | 女子單打 | 冠軍   |
| 2010年 | 世界羽毛球錦標賽         | 其他       | 女子單打 | 準決賽 |
| 2010年 | 中國羽毛球大師賽         | 超級賽     | 女子單打 | 亞軍   |
| 2010年 | 日本羽毛球超級賽         | 超級賽     | 女子單打 | 準決賽 |
| 2011年 | 蘇迪曼盃                 | 其他       | 混合團體 | 亞軍   |
| 2011年 | 新加坡羽毛球超級賽       | 超級賽     | 女子單打 | 亞軍   |
| 2011年 | 香港羽毛球超級賽         | 超級賽     | 女子單打 | 亞軍   |
| 2011年 | 世界羽聯超級系列賽總決賽 | 首要超級賽 | 女子單打 | 準決賽 |
| 2012年 | 歐洲羽毛球錦標賽         | 其他       | 女子單打 | 冠軍   |
| 2013年 | 全英羽毛球首要超級賽     | 首要超級賽 | 女子單打 | 冠軍   |

| 2007-2017年 | 首要超級賽 | 超級賽 | 黃金大獎賽 | 大獎賽 | 國際挑戰賽 | 國際系列賽 | 未來系列賽 | 其他 |

### 奧運會和世錦賽參賽紀錄
|          | 2001 | 2003 | 2004 | 2005 | 2006 | 2007 | 2008 | 2009 | 2010 | 2011 | 2012 |
| -------- | ---- | ---- | ---- | ---- | ---- | ---- | ---- | ---- | ---- | ---- | ---- |
| 女子單打 | 16強 | 32強 | 32強 | －   | 16強 | 16強 | 16強 | 8強  | 季軍 | 8強  | 8強  |

## 主要對賽紀錄
蒂内·鲍恩與主要對手的對賽成績如下（只列出對賽八次或以上對手，截至2013年3月12日）：